# Fifi Hollywood
Fifi Hollywood (zapis stylizowany: FIFI HOLLYWOOD) – pierwszy singel polskiej piosenkarki Darii Zawiałow z jej czwartego albumu studyjnego, zatytułowanego Dziewczyna pop. Singel został wydany 12 maja 2023.
Piosenka była nominowana do nagrody polskiego przemysłu fonograficznego Fryderyka w kategoriach: „utwór roku” i „teledysk roku”.
Kompozycja znalazła się na 1. miejscu listy OLiA, najczęściej odtwarzanych utworów w polskich rozgłośniach radiowych. Nagranie otrzymało w Polsce status podwójnie platynowego singla, przekraczając liczbę 100 tysięcy sprzedanych kopii.

## Geneza utworu i historia wydania
Utwór napisali i skomponowali Daria Zawiałow i Bartosz Dziedzic, który również odpowiada za produkcję piosenki.
Singel ukazał się w formacie digital download 12 maja 2023 w Polsce za pośrednictwem wytwórni płytowej Sony Music Entertainment Poland. Piosenka została umieszczona na czwartym albumie studyjnym Zawiałow – Dziewczyna pop w tzw. „Rozdziale 92’”.
13 lutego 2024 wykonała utwór podczas gali Bestsellerów Empiku 2023.
Piosenka znalazła się w grupie dwudziestu jeden polskich propozycji, spośród których polski oddział stowarzyszenia OGAE wyłaniał reprezentanta kraju na potrzeby plebiscytu OGAE Song Contest 2023.
W lutym 2024 singel uzyskał nominację do nagrody polskiego przemysłu fonograficznego Fryderyka w kategoriach: „utwór roku” i „teledysk roku”.

## „Fifi Hollywood” w stacjach radiowych
Nagranie było notowane na 1. miejscu w zestawieniu OLiA, najczęściej odtwarzanych utworów w polskich rozgłośniach radiowych.

## Teledysk
Do utworu powstał teledysk w reżyserii Nikodema Marka i Jakuba Wójcika, który udostępniono w dniu premiery singla za pośrednictwem serwisu YouTube.

## Lista utworów
- Digital download[2]

1. „Fifi Hollywood” – 3:03

## Notowania
| Kraj   | Lista (2023)             | Najwyższa pozycja |
| ------ | ------------------------ | ----------------- |
| Polska | Billboard Poland Songs   | 13                |
| Polska | OLiS – single w streamie | 13                |

| Kraj   | Lista (2023)                   | Najwyższa pozycja |
| ------ | ------------------------------ | ----------------- |
| Polska | OLiS – oficjalna lista airplay | 1                 |

| Kraj   | Lista (2023)                   | Pozycja |
| ------ | ------------------------------ | ------- |
| Polska | OLiS – single w streamie       | 81      |
| Polska | OLiS – oficjalna lista airplay | 31      |

## Certyfikaty
| Kraj          | Certyfikat         | Sprzedaż |
| ------------- | ------------------ | -------- |
| Polska (ZPAV) | 2× platynowa płyta | 100 000+ |

## Wyróżnienia
| Rok  | Konkurs                  | Kategoria                   | Rezultat    |
| ---- | ------------------------ | --------------------------- | ----------- |
| 2023 | Gorąca 100               | 100 największych hitów 2023 | 8. miejsce  |
| 2023 | Przebój roku RMF FM 2023 | Przebój roku                | 27. miejsce |
| 2024 | Fryderyki 2024           | Utwór roku                  | Nominacja   |
| 2024 | Fryderyki 2024           | Teledysk roku               | Nominacja   |